# Pyramide des Kukulcán

Pyramide des Kukulcán

Die Pyramide des Kukulcán (Kukulcán: Maya-Wort für Quetzalcoatl), von den spanischen Eroberern auch El Castillo („Burg“, „Festung“) genannt, ist eine Tempelpyramide in der Ruinenstadt Chichén Itzá im Norden der Halbinsel Yucatán (Mexiko). Sichtbar ist die „Jüngere Pyramide“, in deren Inneren mindestens ein Vorgängerbau verborgen ist.

## Jüngere Tempelpyramide

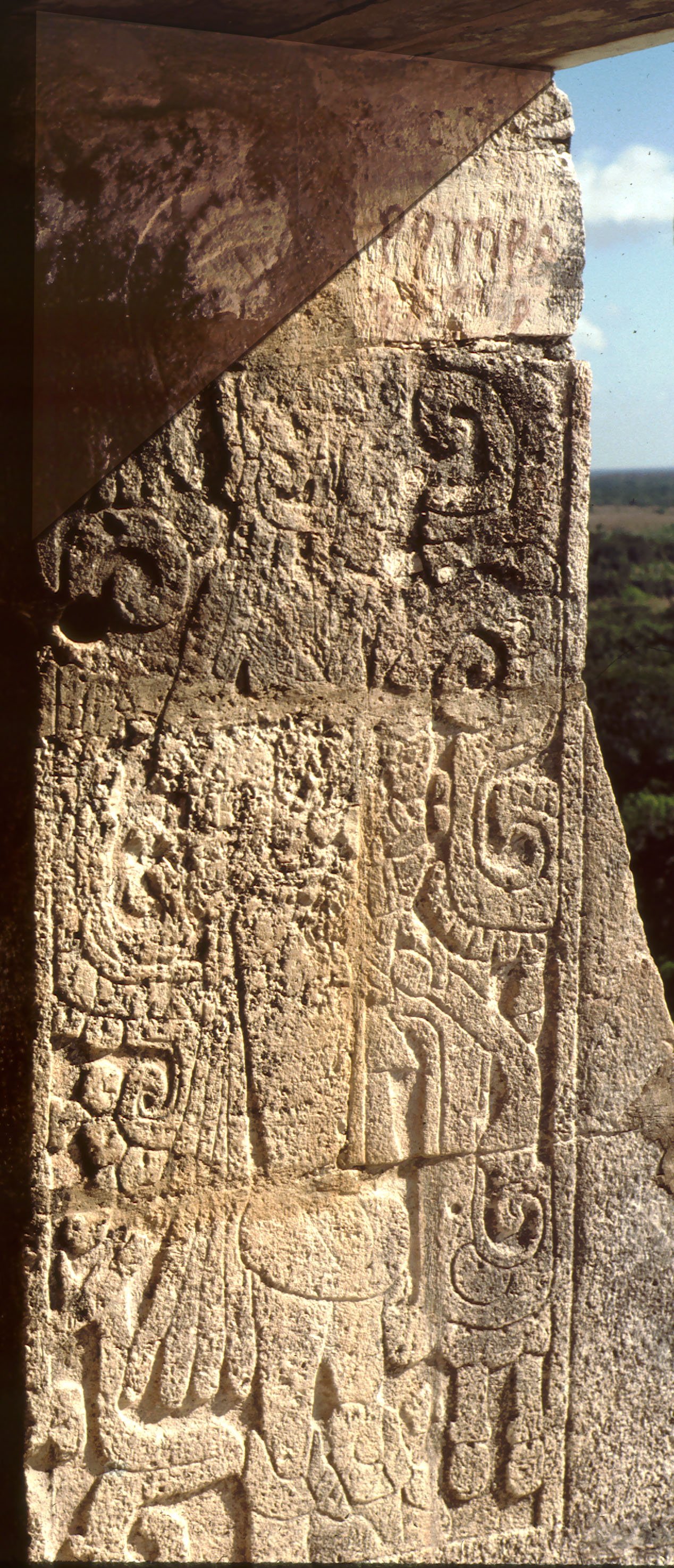
Relief am Portal des Tempels

### Pyramide
Die Pyramide ist ca. 30 m hoch, hat eine Grundkantenlänge von 55 m und erhebt sich in neun Pyramidenstufen. Die Treppen an allen vier Seiten umfassen 365 Stufen. Diese Zahl setzt sich wie folgt zusammen: Drei Treppen zählen 91 Stufen und die nördliche Treppe zählt 92, ergibt 365. Diese Berechnung, die sich auf die Tage des Jahres beziehen soll, wurde schon von älteren Autoren als pure Spekulation bewertet. Tatsächlich ist die Zahl der Stufen das Ergebnis der Restaurierungskampagnen – Nord- und Westseite wurden durch die mexikanische Dirección de Antropología restauriert, die Ostseite durch das Instituto Nacional de Antropología e Historia (1979 unter Peter J. Schmidt); die Südseite verblieb unrestauriert. Die Zahl der so erreichten Stufen schwankt zwischen 91 und 93, schon weil das Gelände nach Süden leicht abfällt.
Die Seiten der Pyramide sind neunfach gestuft; die leicht angeböschten Seitenflächen der Stufen sind oben durch ein horizontales Band abgeschlossen. Darunter befinden sich – mit Ausnahme der obersten Stufe – jeweils vier herabhängende rechteckige Flächen, die gegenüber der glatten Außenfläche der Stufen etwas vorgesetzt sind. Die Ecken der Stufen sind leicht abgerundet. Vier Treppen sind dem Kernbau vorgelagert; sie sind von diesem architektonisch völlig unabhängig – der Neigungswinkel sowohl der Pyramide als auch der Treppen war demzufolge frei wählbar.

### Tempel
Das Tempelgebäude hat einen ungewöhnlichen Grundriss: Hinter einem die Breite des Tempels einnehmenden breiten Eingang mit zwei Pfeilern in Gestalt von Schlangen mit rückwärts aufgerecktem Leib, die die Türbalken umfassen, liegt ein kleinerer, annähernd quadratischer Raum, dessen Kraggewölbe zusätzlich von zwei Pfeilern getragen wird, um die Breite des Raumes mit zwei Gewölbeteilen überspannen zu können. Um diesen Raum führt auf drei Seiten ein Umgang, der über Türen zu den drei restlichen Treppen hin verfügt. Die Seitenflächen der Türen sind mit lebensgroßen Darstellungen von Kriegern in toltekischer Tracht und Bewaffnung mit Speerbündel und Speerschleuder skulptiert. Das Gesims oberhalb der Türen des Tempels kragt deutlich vor; darauf folgen ein Rücksprung und ein zweites Gesims, welches noch etwas weiter vorspringt. Eine derartige sich nach oben verbreiternde Konstruktionsweise ist typisch für den Puuc-Stil – wie viel davon allerdings den Restauratoren zu verdanken ist, bleibt ungewiss.

## Vorgängerbau

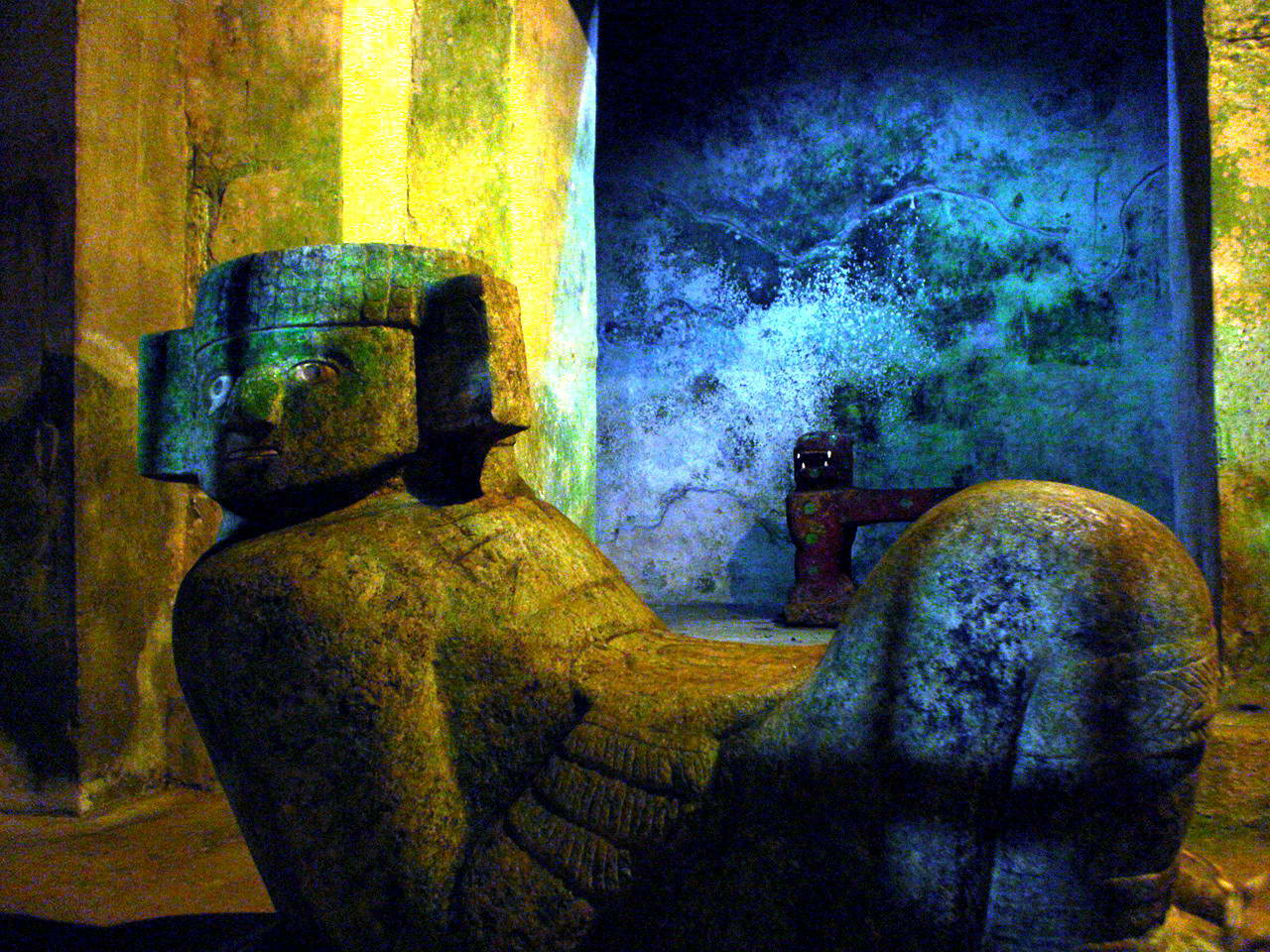
Chac Mool im frühen Tempel der Kukulkán-Pyramide

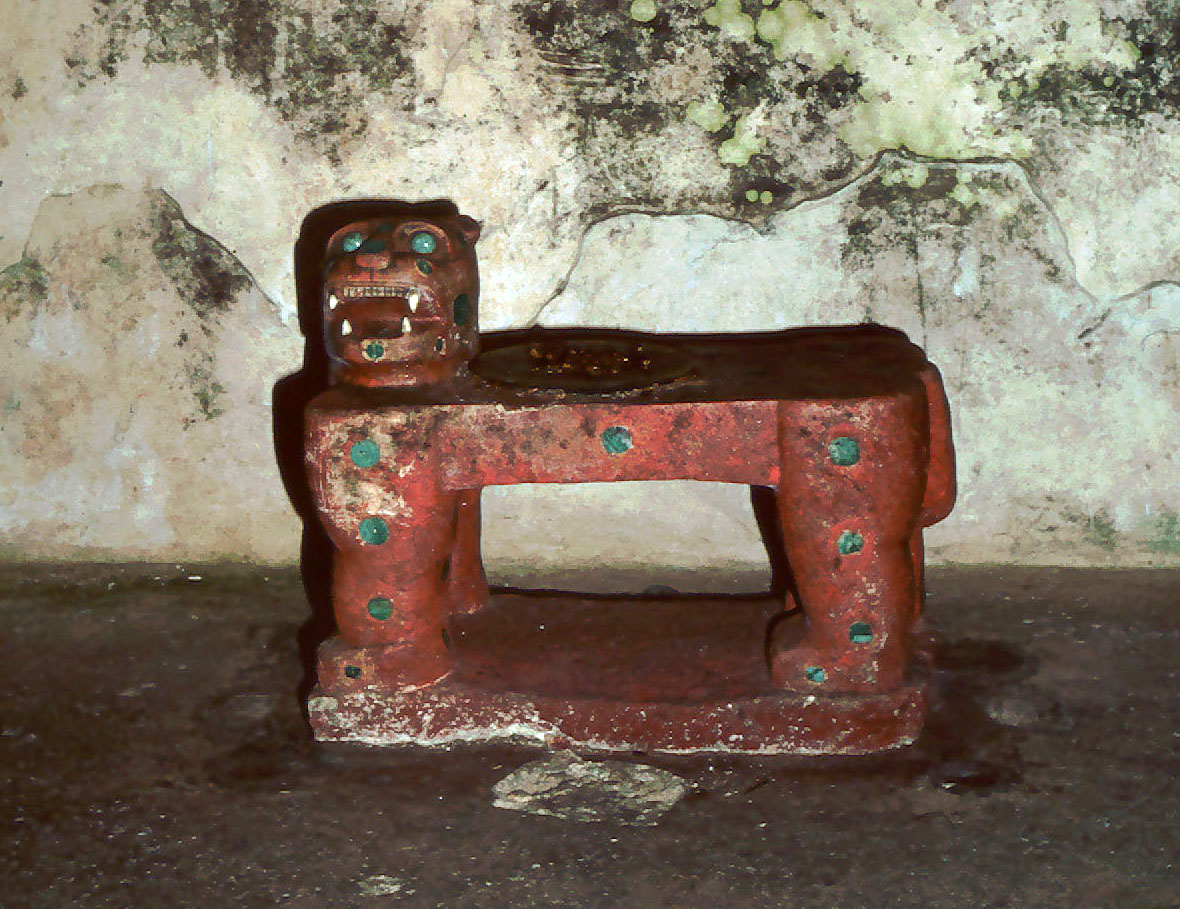
Jaguar-Thron im frühen Tempel der Kukulkán-Pyramide

Im Inneren der Pyramide befindet sich ein älteres, deutlich niedrigeres Bauwerk mit ähnlichem Grundriss (ca. 33 m Seitenlänge und 17 m Höhe bis zur obersten Plattform); es hat ebenfalls neun Pyramidenstufen, aber nur eine einzige Treppe an der Nordseite mit 61 Stufen und einen Tempel mit zwei Räumen. Im Vorraum findet sich die Opferfigur eines Chac Mool, die dem toltekischen Kulturkreis entstammt; im hinteren Raum steht ein roter Jaguarthron mit Applikationen aus weißen und grünen Steinen. Warum beide Skulpturen bei der Aufgabe des alten Tempels dort belassen wurden, ist bis heute unklar.
Die Fassade zeigt über dem Eingang zwei vertikal ineinander verschlungene Schlangen, ähnlich dem Westgebäude des Monjas-Komplex in Uxmal; zu beiden Seiten nähert sich jeweils eine Prozession von Jaguaren, die auf die Mitte zustreben, und zwischen und über ihnen überdimensionierte Rosetten; diese finden sich auch im dritten Band des viergliedrigen mittleren und des oberen Gesimses. Das zweite Band des oberen Gesimses zeigt einen abwechselnd geneigten Zackenstab, wie er in den späten Puuc-Stilen häufig ist. Der Dachkamm über der Frontmauer reicht bis knapp unter den Fußboden des Tempels der späteren Pyramide.
Die frühe Pyramide ist wegen der Ummantelung durch die spätere Pyramide ausgezeichnet erhalten und wurde in den 1930er Jahren durch J. Erosa Peniche mittels Tunnelgrabungen untersucht, die zugehörige Treppe wurde erst in den 1950er Jahren vollständig freigelegt. Im Inneren der alten Tempelpyramide befindet sich eine offenbar noch frühere Konstruktion, die jedoch nicht weiter untersucht werden konnte.

## Datierung
Für die Datierung wurden die hölzernen Türbalken des oberen Tempels herangezogen, die Türen und Gewölbe im Innenraum des späten Tempels trugen. Es gibt nur zwei früh durchgeführte 14C-Datierungen, die kalibrierte Mittelwerte von 875 n. Chr. ergeben haben, bei einer statistischen Fehlerbreite (2 sigma, Wahrscheinlichkeit des Zutreffens 95 %) zwischen 660 und 1050. Die Fehlerbreite dieser beiden Daten macht die Ergebnisse für eine Datierung des Bauwerkes insgesamt eher ungeeignet. Da Hieroglypheninschriften mit Daten der Langen Zählung in diesem Bauwerk nicht vorhanden sind, wird die heute sichtbare Tempelpyramide ins 11./12. Jahrhundert zu datieren sein, während der Vorgängerbau im Inneren dem 8./9. Jahrhundert anzugehören scheint.

## Hohlraum unter der Pyramide (Cenote)
Die Pyramide des Kukulcán befindet sich nur ca. 4 m über einer Karststeinhöhle, Cenote genannt; die Steinschicht dazwischen besteht aus Kalk. Die Höhle enthält ein Gewässer, das eine Nord-Süd-Ausdehnung von ca. 20 bis 25 m hat; an seiner größten Länge misst das Gewässer ca. 30 m.

## Schauspiel der gefiederten Schlange

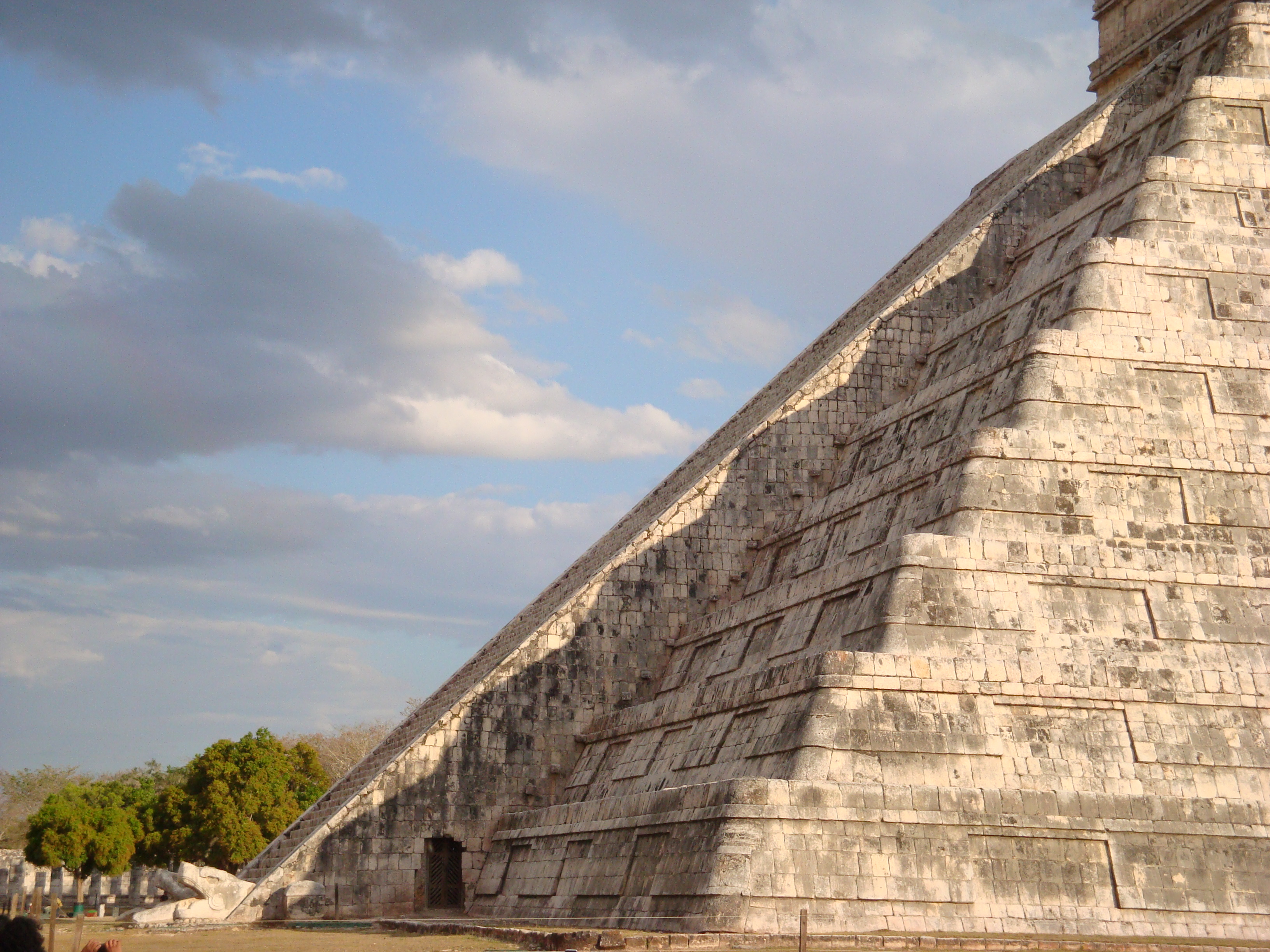
Herabsteigende Schlange am 21. März 2009

Für die Pyramide der gefiederten Schlange siehe:  →Xochicalco
Bemerkenswert ist das „Schauspiel der gefiederten Schlange“, welches alljährlich zur Tagundnachtgleiche (20./21. März und 22./23. September) auf der Nordseite des Bauwerks zu bestaunen ist: Der Schatten der gestuften und leicht abgeschrägten Pyramidenkanten fällt dabei auf die Seitenwange einer der Treppen; dabei entsteht der Eindruck, als würde sich dort eine Schlange hinunterwinden. Nur die Seiten der nördlichen Treppe enden somit konsequenterweise in zwei steinernen Schlangenköpfen; die anderen Treppen haben diese Köpfe nicht. Man kann demzufolge davon ausgehen, dass schon den Erbauern der Pyramide dieses Phänomen bekannt war, ja dass sie mit der Wahl der unterschiedlichen Neigungswinkel von Pyramide und Treppe konsequent darauf hingearbeitet haben.

## Bauakustische Besonderheiten
Stellt man sich vor eine der vier Treppen des Kukulkántempels und klatscht in die Hände, hört man ein Echo, welches dem Ruf des Quetzal sehr ähnlich ist. Der Akustikexperte David Lubman untersuchte dieses Phänomen und stieß noch auf weitere Besonderheiten: So klingen die Schritte einer Person am oberen Ende der Treppe am unteren Treppenende wie fallende Regentropfen. Das Echo eines Klatschenden in der Mitte des Ballspielplatzes hört sich an wie das Gebrüll eines Jaguars.
Da sowohl der Jaguar als auch der Vogel Quetzal heilige Tiere waren und der Regen in Gestalt des Gottes Chaac ebenfalls heilig war, folgerte Lubman daraus, dass diese akustischen Effekte absichtlich bei dem Bau berücksichtigt worden sind.
Eine weitere bauliche Besonderheit ermöglicht es, sich zwischen zwei Pyramidenspitzen zu unterhalten.

## Sonstiges
Die Pyramide darf zur Sicherung der Erhaltung des Bauwerkes nicht mehr bestiegen werden; der Zugang zum frühen Tempel ist ebenfalls nicht mehr gestattet.

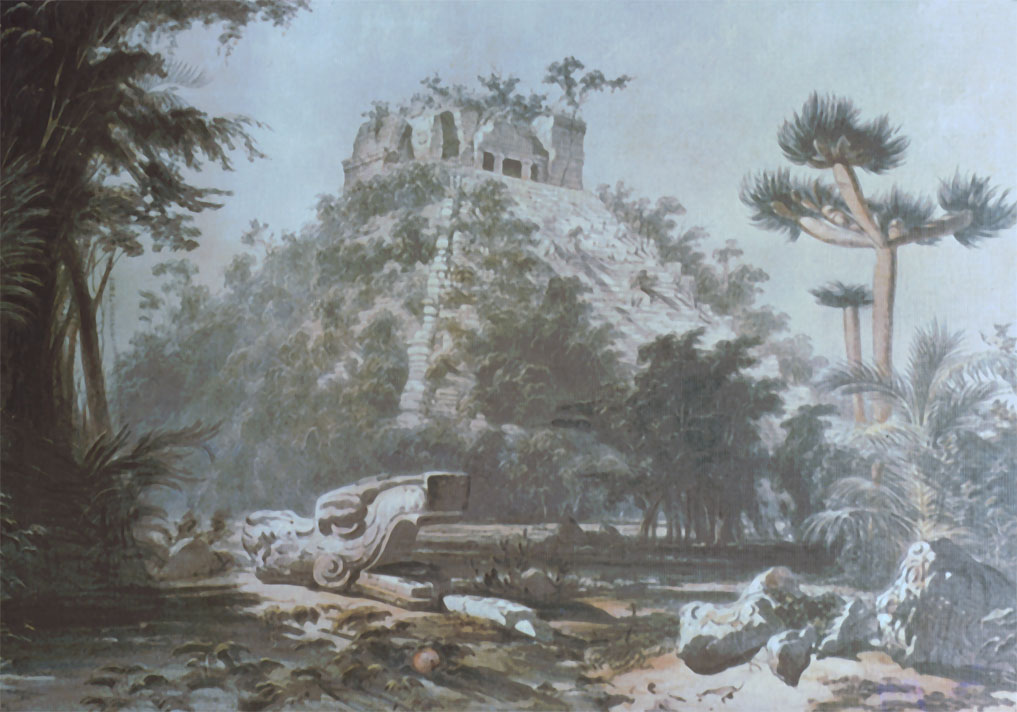
Kukulcán-Pyramide gezeichnet von Frederick Catherwood (1843)
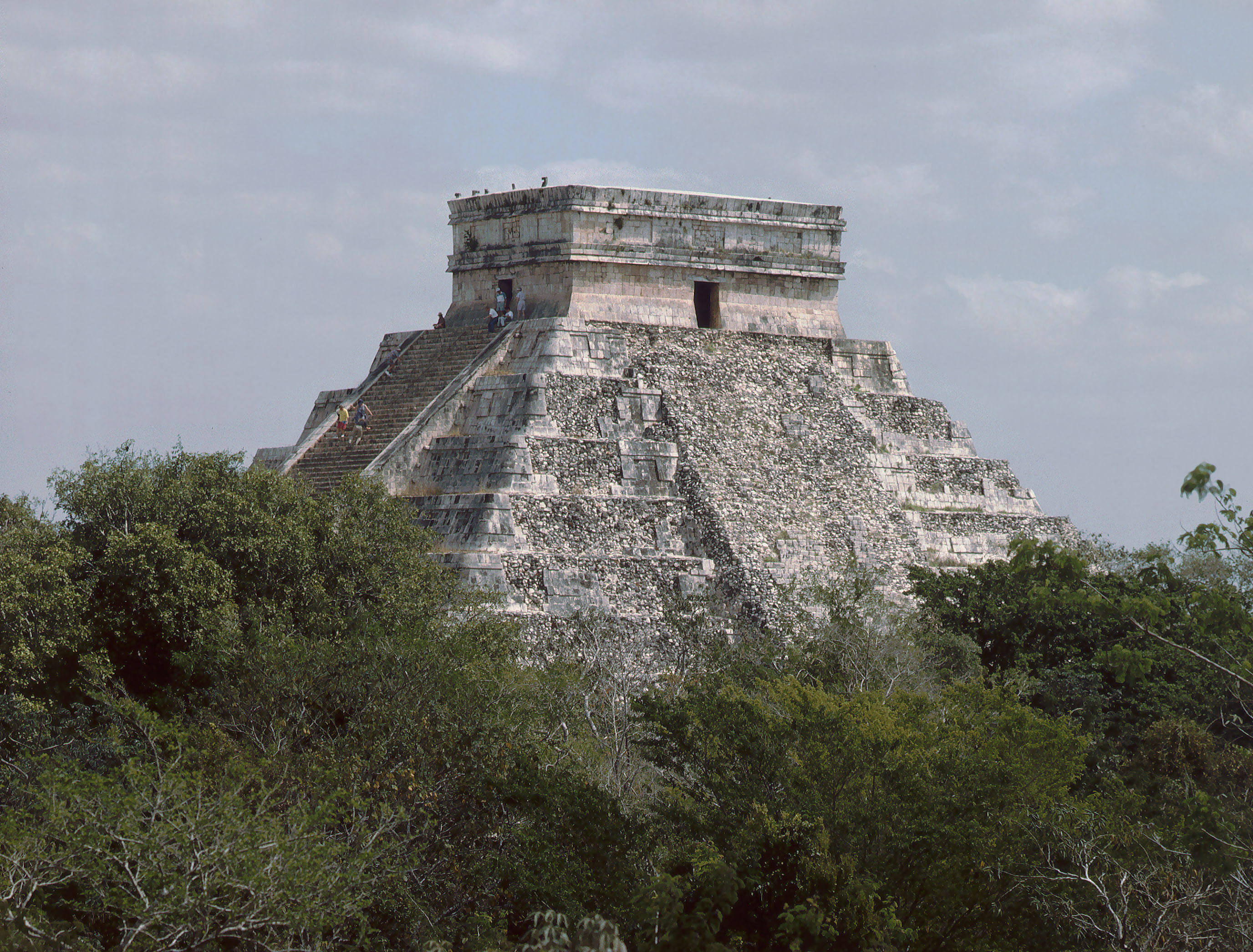
Kukulcán-Pyramide von Süden
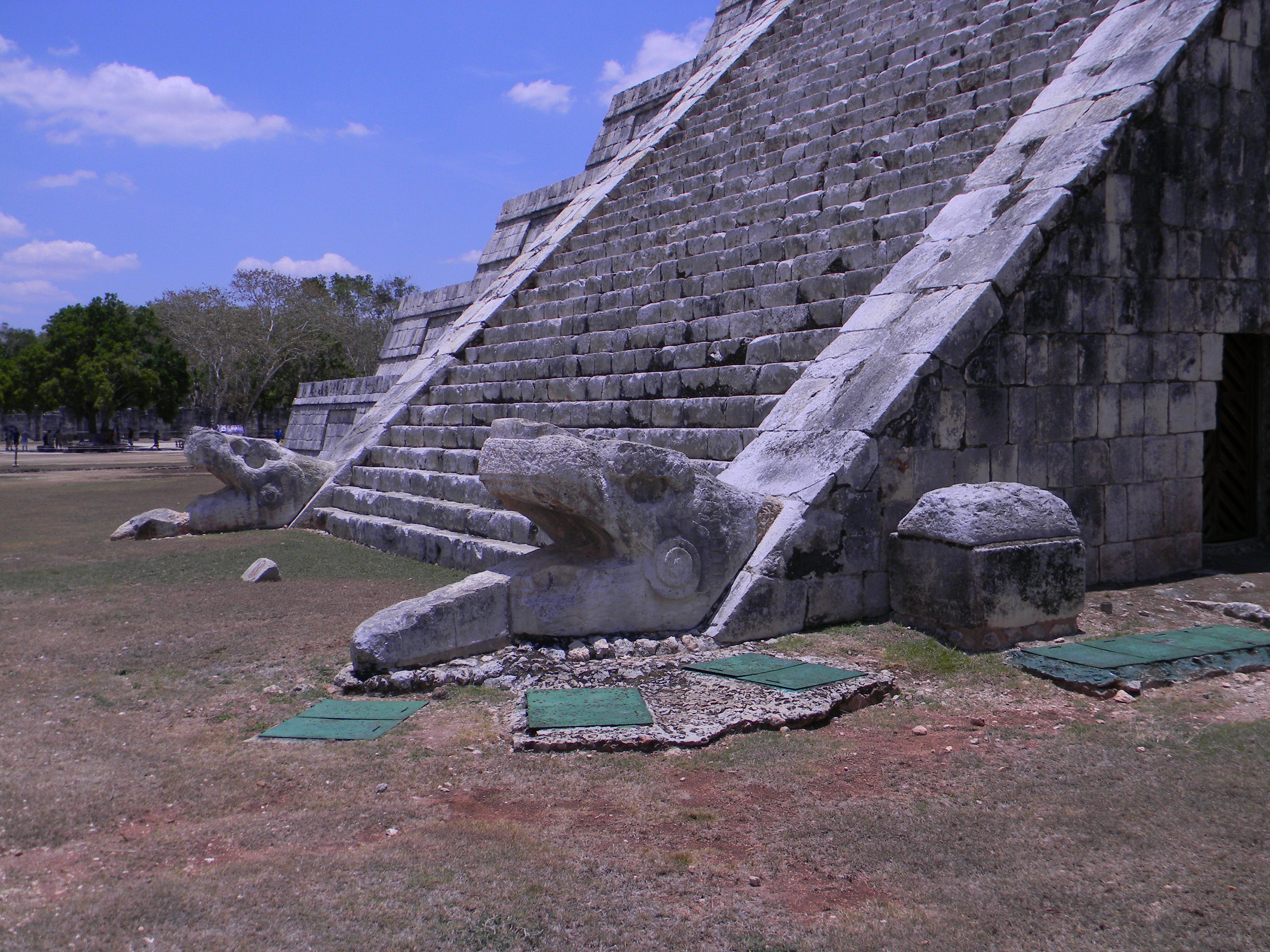
Schlangenköpfe an der nördlichen Treppe
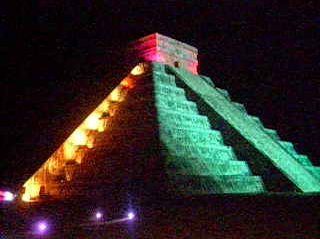
Die Nordseite der Pyramide bei Nacht, Nachstellung des Schauspiels der Schlange